# Echinorhynchus putorii
Echinorhynchus putorii är en hakmaskart som beskrevs av Raffaele Molin 1858. Echinorhynchus putorii ingår i släktet Echinorhynchus och familjen Oligacanthorhynchidae. Inga underarter finns listade i Catalogue of Life.